# Richard Wiesner

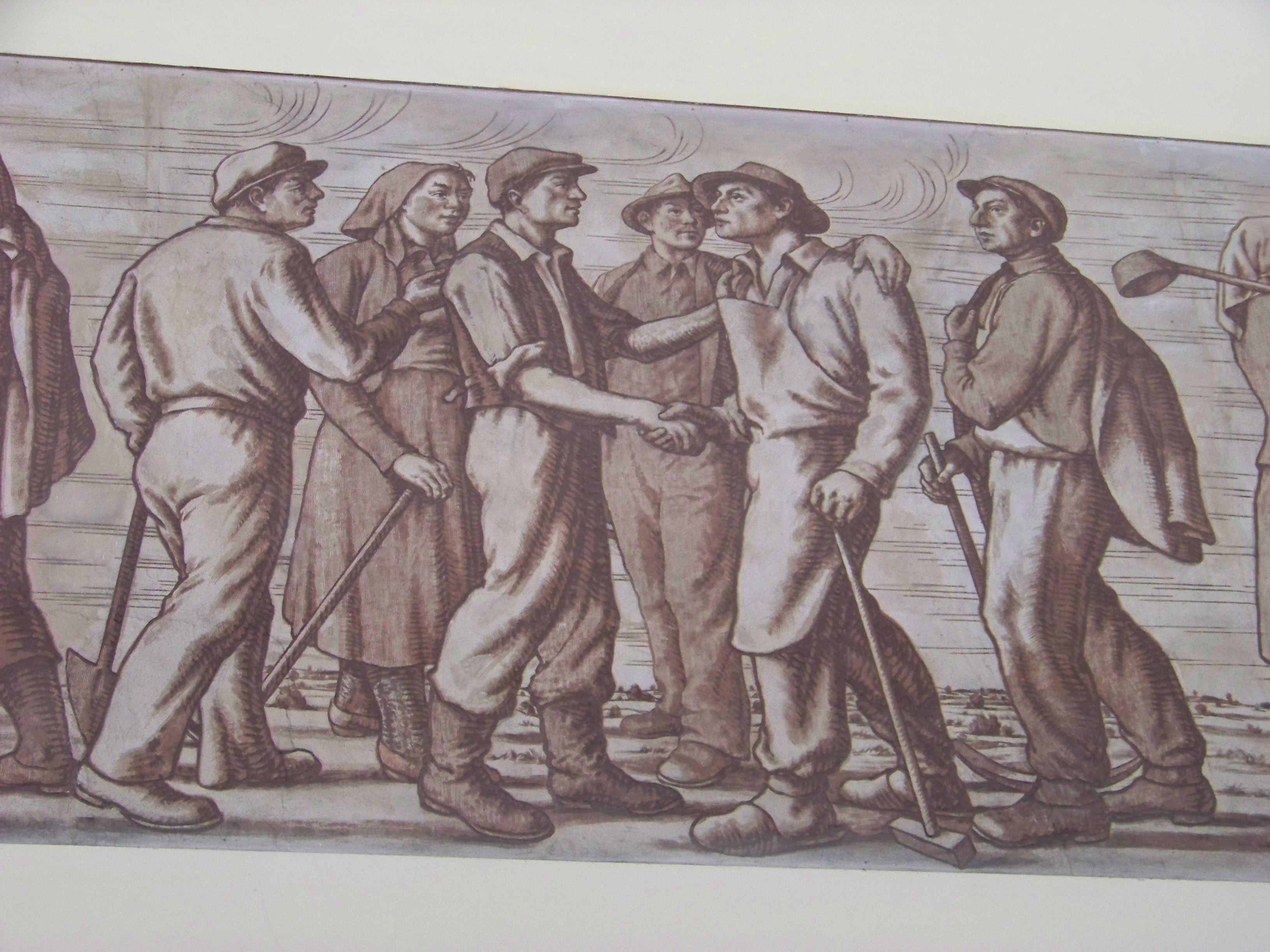
Detail ze sgrafita na nádraží Praha-Smíchov

Richard Wiesner (6. července 1900 Ruda nad Moravou – 6. listopadu 1972 Praha) byl český malíř, otec choreografa Daniela Wiesnera a děd konceptuálního umělce Richarda Wiesnera.

## Život
Studoval v Praze na Akademii výtvarných umění mezi lety 1922–1928 u Vratislava Nechleby a Jakuba Obrovského, později i Františka Kupky v Paříži. Zprvu často pobýval ve Francii a jeho dílo bylo ovlivněno Manetem, později přejal zásady socialistického realismu. Tvořil zejména obrazy s figurálními kompozicemi a portréty, tvořil i zátiší a krajiny. Důležité jsou i jeho zakázky pro architektonickou výzdobu, jako byla výzdoba nádraží Praha-Smíchov, nebo strop vestibulu Karolína. Byl členem SVU Mánes a Skupiny 58.
Byl mu udělen čestný titul národní umělec (1971).